# Aiglun (Alpi Marittime)
Aiglun (Aiglun anche in italiano) è un comune francese di 92 abitanti situato nel dipartimento delle Alpi Marittime nella regione della Provenza-Alpi-Costa Azzurra. I suoi abitanti sono chiamati aiglenois in francese ed aiglenesi in italiano.

## Geografia fisica
Aiglun è un villaggio dell'alto paese grassese - l'Alto Paese di Grasse, in italiano Grassa - ed è situato nel centro-ovest delle Alpi Marittime, 20 km a nord di Grasse ed 11 km a sud di Puget-Théniers.
Il comune è servito dalla strada dipartimentale RD10 che l'attraversa da est ad ovest.
Le sommità principali del comune sono il Mont Saint-Martin a 1.258 metri ed una cima secondaria del Pic de Fourneuby a 1.541 metri d'altezza.
Il comune è servito dalla linea numero 430 della rete "Sillages" (Vascogne - Saint-Auban).

## Origini del nome
Il nome del comune appare per la prima volta nei testi storici verso il 1200 sotto la forma Ayglezuni, che è costituita dalla parola latina Aquila, in francese "Aigle", e dal termine gallico "dunum", equivalente ad altezza, per cui significherebbe l'altura dell'aquila, da cui deriva il toponimo attuale di Aiglun.

## Storia
In una charta del 1039, l'abbazia di San Vittore di Marsiglia riceve dei beni situati ad Aiglun.
Non si trovano in seguito citazioni di Aiglesunum o di Aigledunum almeno fino al XIII secolo.
Isnardo di Bar, della Casa di Grassa, commendatario dell'Ordine di San Giovanni di Gerusalemme, priore di Capua, Gran Siniscalco di Provenza, ha ricevuto dalla regina Giovanna I di Napoli, della Casa d'Angiò, contessa di Provenza e di Forcalquier, in ricompensa dei suoi servizi, le terre di Le Mas e di Aiglun, il 7 luglio 1348.
Egli ha fatto poi donazione della terra d'Aiglun a suo cugino "Pons de Les Ferres", il 18 maggio 1349.
La famiglia di Grasse perdé provvisoriamente i suoi feudi nella contea di Nizza, al momento della dedizione del contado nizzardo alla Savoia, poiché essa è rimasta fedele ai conti di Provenza.
Nel 1388, il villaggio d'Aiglun si ritrova sotto la protezione plurisecolare, dalla fine del XIV secolo alla metà del XVIII secolo, della Casa Savoia, come il resto della regione orientale della Contea di Provenza, in occasione della Dedizione del Contado di Nizza alla Contea di Savoia il 28 settembre 1388, formando così le "Terre nuove di Provenza", che divengono la contea di Nizza nel 1526.
Aiglun appartiene poi dal 1416 al Ducato di Savoia, sotto il Conte Amedeo VIII, divenuto Duca in quell'anno, ed infine il paese entra a far parte, per circa mezzo secolo, del regno di Sardegna nel 1720.
La famiglia di Grassa vende il feudo d'Aiglun ai fratelli Giorgio e Claudio Malopera nel 1562.
I fratelli Vincenzo e Bartolomeo Caissotti acquisirono i feudi di Le Mas e d'Aiglun nel 1584.
Il feudo d'Aiglun passa in seguito ai Fabri nel 1634, ai Claretti nel 1670, ai Bonetto nel 1673, ai Bianchi di San Salvatore nel 1754.
Al tempo del Trattato di Torino del 24 marzo 1760, il paese diviene francese, poiché il Regno di Francia e quello di Piemonte-Sardegna procedettero ad alcune rettificazioni di frontiera e di conseguenza ha luogo uno scambio di territori.
Il feudo ritorna alla Corona francese ed il comune dipende allora della vicaria di Grasse.
Nel 1790, al momento della creazione dei dipartimenti, il villaggio fa parte del dipartimento del Varo.
Con l'annessione della contea di Nizza alla Francia nel 1860, il comune di Aiglun, con l'insieme del circondario (arrondissement) di Grasse, è riunito al nuovo dipartimento delle Alpi Marittime il 23 giugno 1860.

### Simboli
Lo stemma del comune di Aiglun è un "blasone d'azzurro all'aquila d'argento impiedante un pesce del medesimo (colore)".

## Società

### Evoluzione demografica
Abitanti censiti

## Sport
Il comune d'Aiglun è conosciuto dagli scalatori per le sue ripide pareti, alte più di 200 metri, che offrono itinerari di alta difficoltà.  La "Paroi Dérobée" (Parete Derubata) è la più conosciuta, con grandi vie come Alì Babà od i "Quaranta Ladroni". La Chiusa d'Aiglun è ugualmente apprezzata dagli "amatori" della canoa estrema.